# Musée Gustave-Moreau
Le musée Gustave-Moreau est un musée national situé au 14, rue Catherine-de-La Rochefoucauld, à Paris 9e, dans l’ancien atelier du peintre symboliste Gustave Moreau (1826-1898), légué par l'artiste à l’État français en 1897 pour qu’y soit conservé et présenté son œuvre.
Le musée conserve un total d'environ 14 000 œuvres. L’essentiel de son fonds d'atelier y est exposé, soit près de 850 de ses peintures ou cartons, 350 de ses aquarelles, plus de 13 000 dessins et calques, 15 sculptures en cire.
Après restauration à l'identique, l'appartement du peintre est ouvert au public en 1991, et son cabinet de réception, restauré en 2003, est également visitable.
Le musée est rénové et rouvre en 2015 après un an de travaux qui voient notamment la remise du rez-de-chaussée dans son état originel, la création de réserves et d’un cabinet d’art graphique. Il est géré à partir de 2017 par la Réunion des musées nationaux et du Grand Palais des Champs-Élysées, placée sous la tutelle du ministère de la Culture, plus spécialement exercée par le service des Musées de France.

## Historique
Le maître de Gustave Moreau, François-Édouard Picot, installe son atelier au 34, rue La Rochefoucauld (renommée rue Catherine-de-La Rochefoucauld en 2020), au cœur du lotissement de la Nouvelle Athènes, où tous les écrivains et les artistes veulent alors résider, sur le bas du flanc sud de la butte Montmartre. Et c'est au 14 de cette même rue que les parents de Gustave Moreau achètent, en 1852 et au nom de leur fils alors âgé de 26 ans, une maison-atelier où toute la famille Moreau s'installe. L'hôtel est agrandi en 1896 et exhaussé d’un étage, Gustave Moreau exposant ses plus grands tableaux dans les ateliers des deuxième et troisième étages et conservant l’appartement de ses parents au premier. Gustave Moreau vit et travaille là jusqu'à sa mort.
Le 10 septembre 1897, il décide de léguer à l'État à la fois l’immeuble et ce qu’il contient, peintures, dessins, cartons, à la condition expresse comme il l’écrit dans son testament, « de garder toujours […] ou au moins aussi longtemps que possible, cette collection, en lui conservant ce caractère d’ensemble qui permette toujours de constater la somme de travail et d’efforts de l’artiste pendant sa vie ».
Gustave Moreau meurt le 18 avril 1898. Son légataire universel, le poète Henri Rupp (1837-1918), poursuit l’aménagement du musée. L'État finit par accepter la donation de Gustave Moreau en 1902, à condition qu'Henri Rupp lègue une importante somme d'argent pour l'entretien du musée.
Le musée ouvre ses portes au public le 14 janvier 1903. Georges Rouault en est le premier conservateur jusqu’à sa démission en 1922. Le peintre George Desvallières prend sa suite à partir de 1930.
Dans le cadre du plan musées 2011-2014 initié par le ministre de la Culture Frédéric Mitterrand (2,5 millions d'euros), le musée est rénové et rouvre en 2015 après un an de travaux qui voient notamment la remise du rez-de-chaussée dans son état originel, la création de réserves et d’un cabinet d’art graphique. La directrice honoraire du musée, Marie-Cécile Forest, espère alors au moins 5 000 visiteurs de plus que les 40 000 que reçoit le musée par an.
En 2017, le musée fait partie d'un établissement public national à caractère administratif placé sous la tutelle du ministre chargé de la culture dédié aux musées nationaux Jean-Jacques Henner et Gustave Moreau.
À partir de 2023, le musée est dirigé par Charles Villeneuve de Janti.

## Description

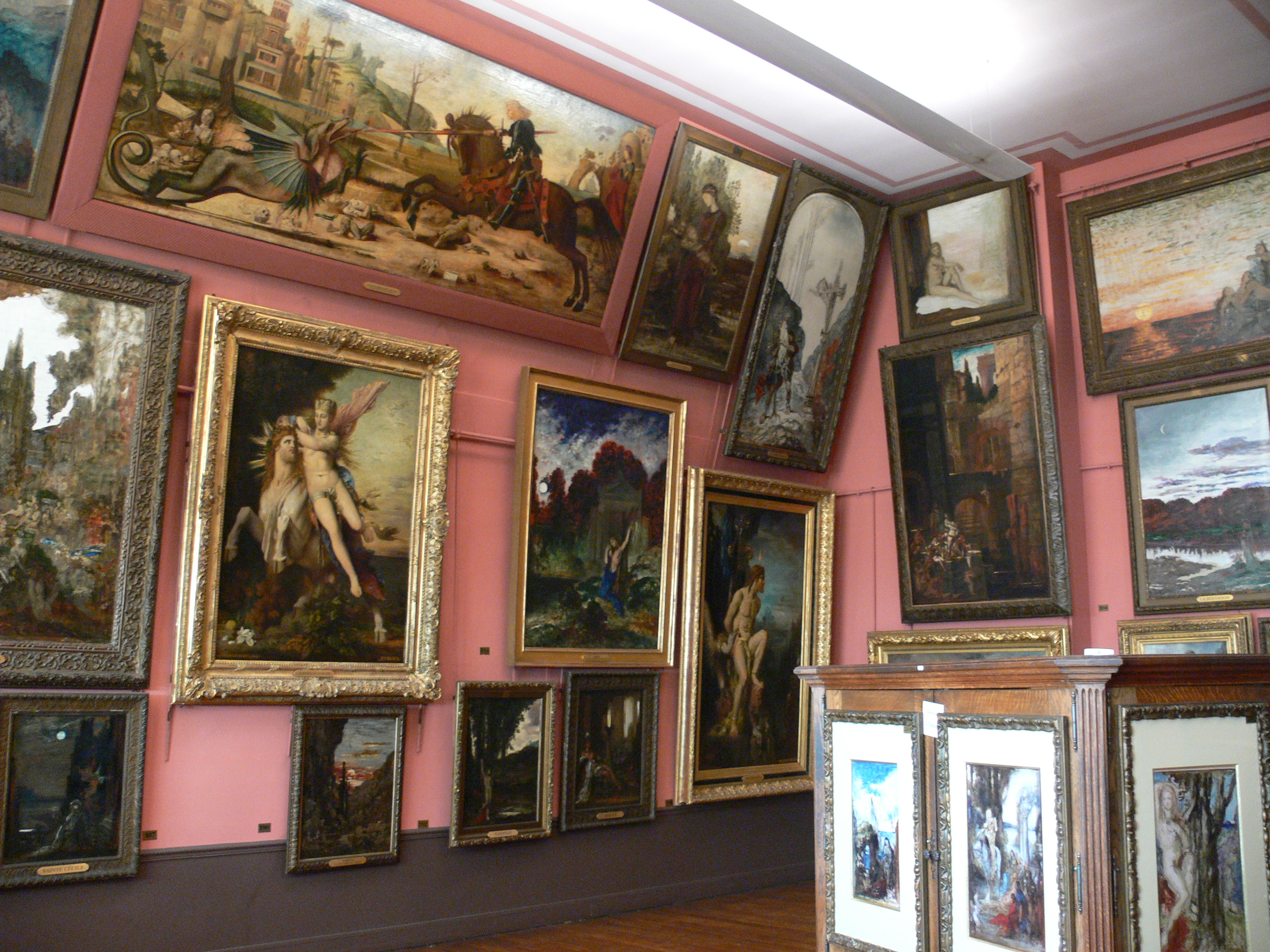
Intérieur du musée Gustave-Moreau.

L'immeuble comprend trois étages. Sur les six petites pièces du rez-de-chaussée donnant sur un jardinet, quatre sont garnies de dessins et d’esquisses, l’une d'elle étant consacrée aux maîtres d’Italie. L'appartement au premier étage rappelle par ses pièces (une salle à manger, une chambre, un boudoir et un couloir, ainsi qu'un bureau-bibliothèque) que c'était le lieu d'habitation de la famille Moreau. Le deuxième étage comporte une grande salle-atelier et le troisième étage deux petites salles qui exposent des formats plus grands. La collection compte près de 1 200 peintures (essentiellement esquisses ou inachevées), pastels ou aquarelles, 4 830 dessins conservés dans des armoires et placards à volets pivotants et piqués de gros numéros d'inventaire, dessinés par Moreau lui-même, et près de 5 000 dessins (7 800 en réserve),.
Parmi les œuvres exposées, on note son Jupiter et Sémélé (1895), les Chimères (1884), le Retour des Argonautes (1891-1897).
On y trouve aussi quelques œuvres d’autres artistes : un Portrait de Gustave Moreau par Edgar Degas, un autre par Gustave Ricard, un Portrait de Pauline Moreau — la mère du peintre — par Jules-Elie Delaunay, une Nature morte du peintre flamand Jan Fyt.

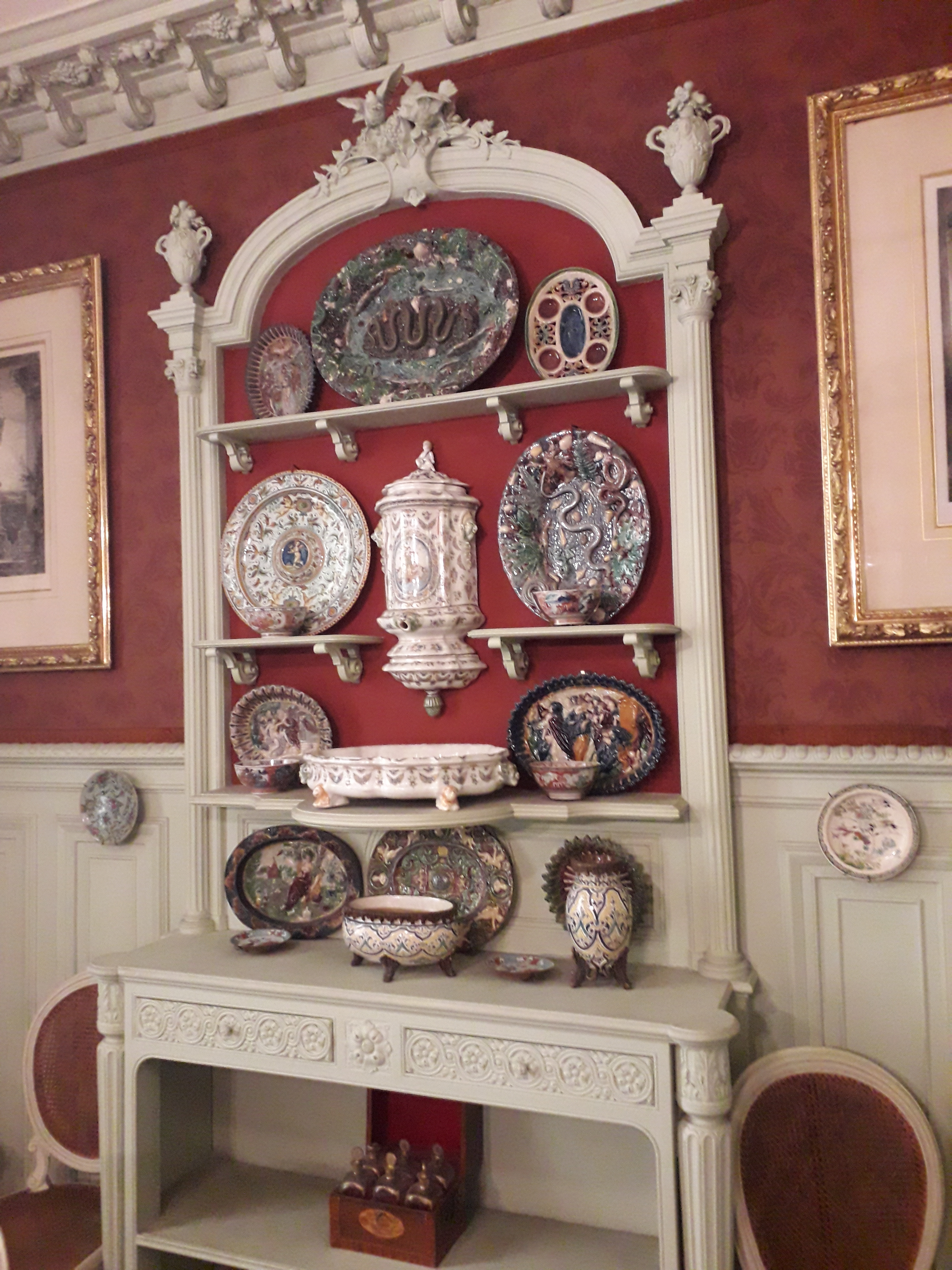
Premier étage, salle à manger, Paris, musée Gustave Moreau.
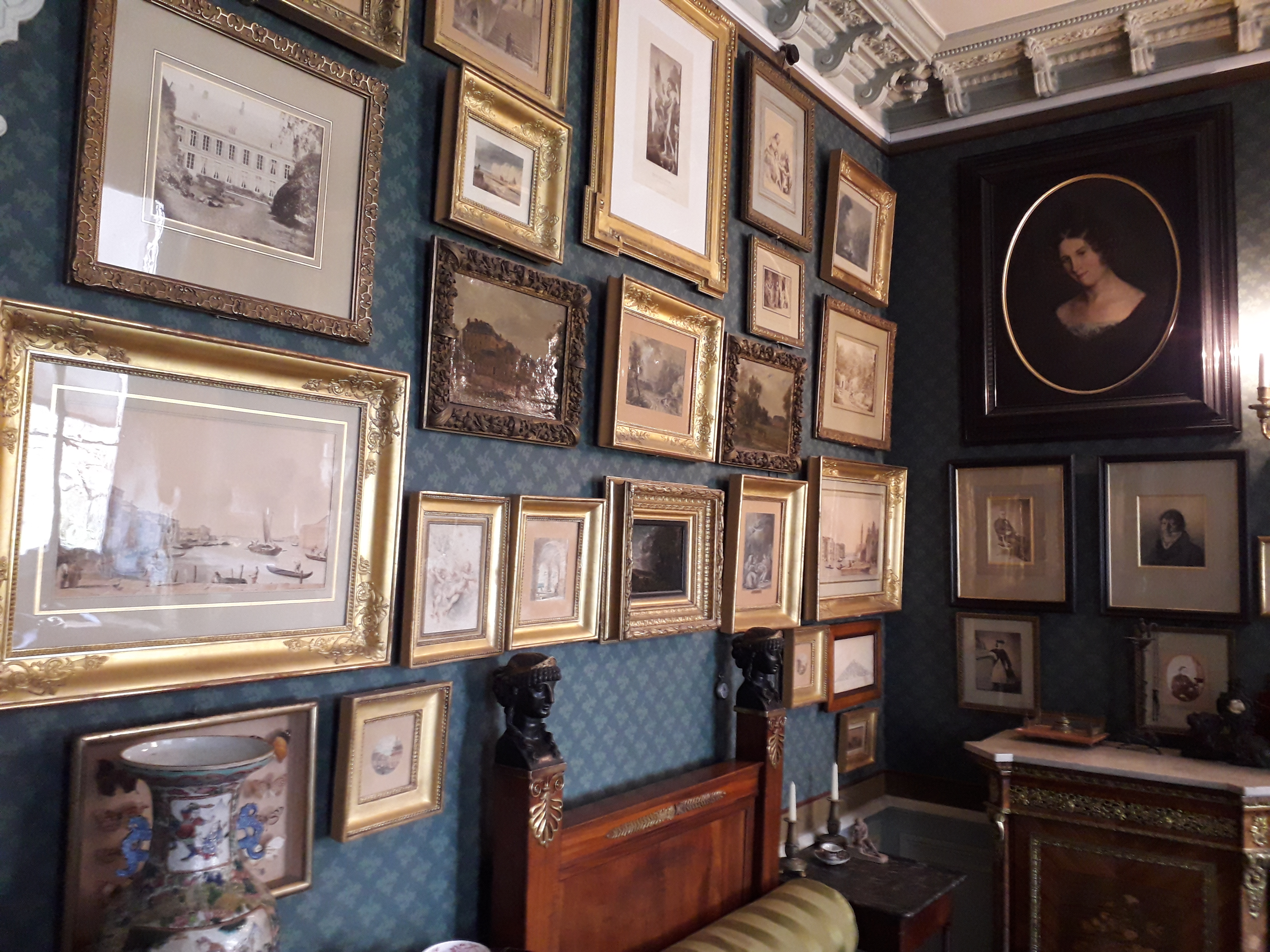
Premier étage, chambre à coucher, Paris, musée Gustave Moreau.
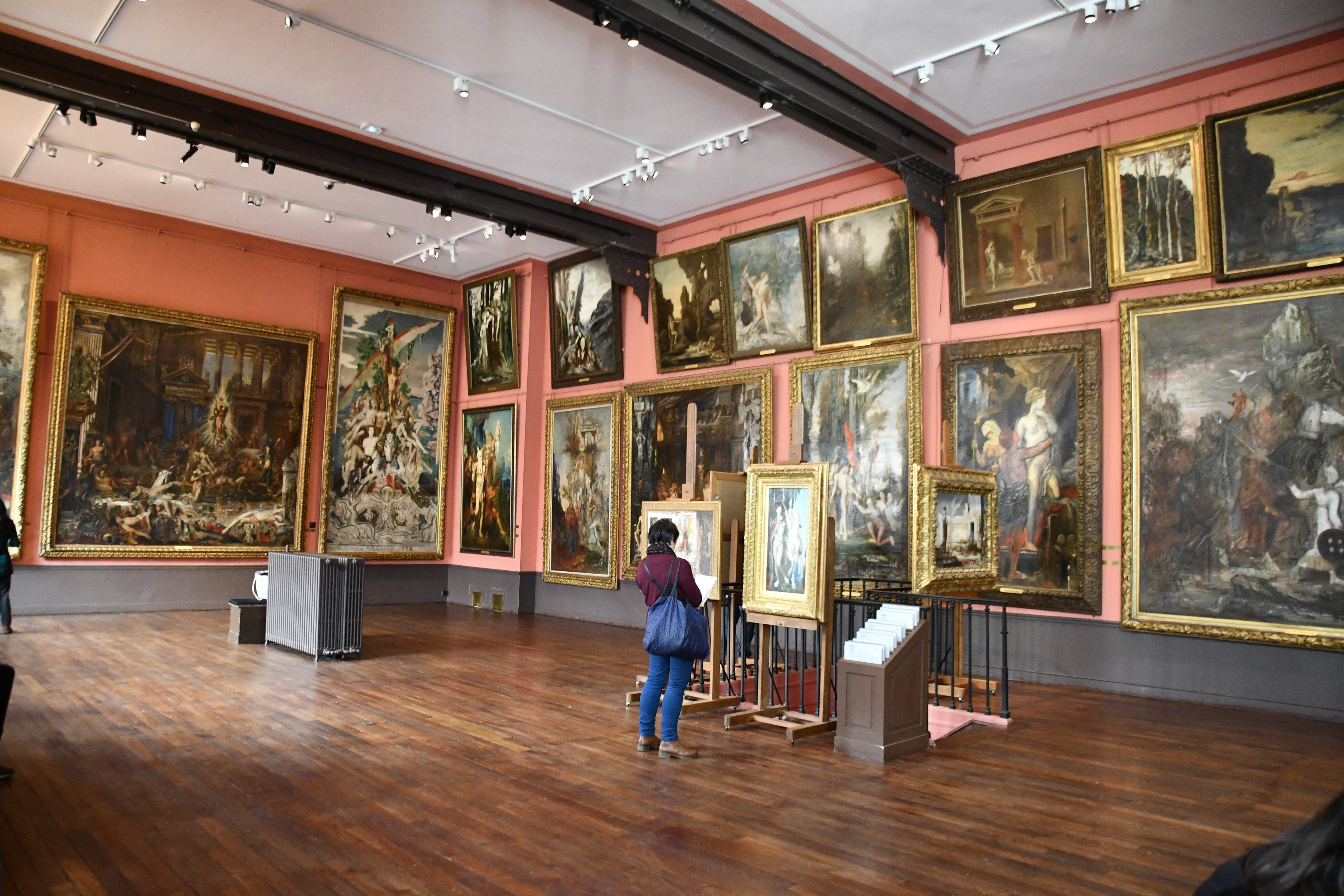
Deuxième étage, grande salle, Paris, musée Gustave Moreau.
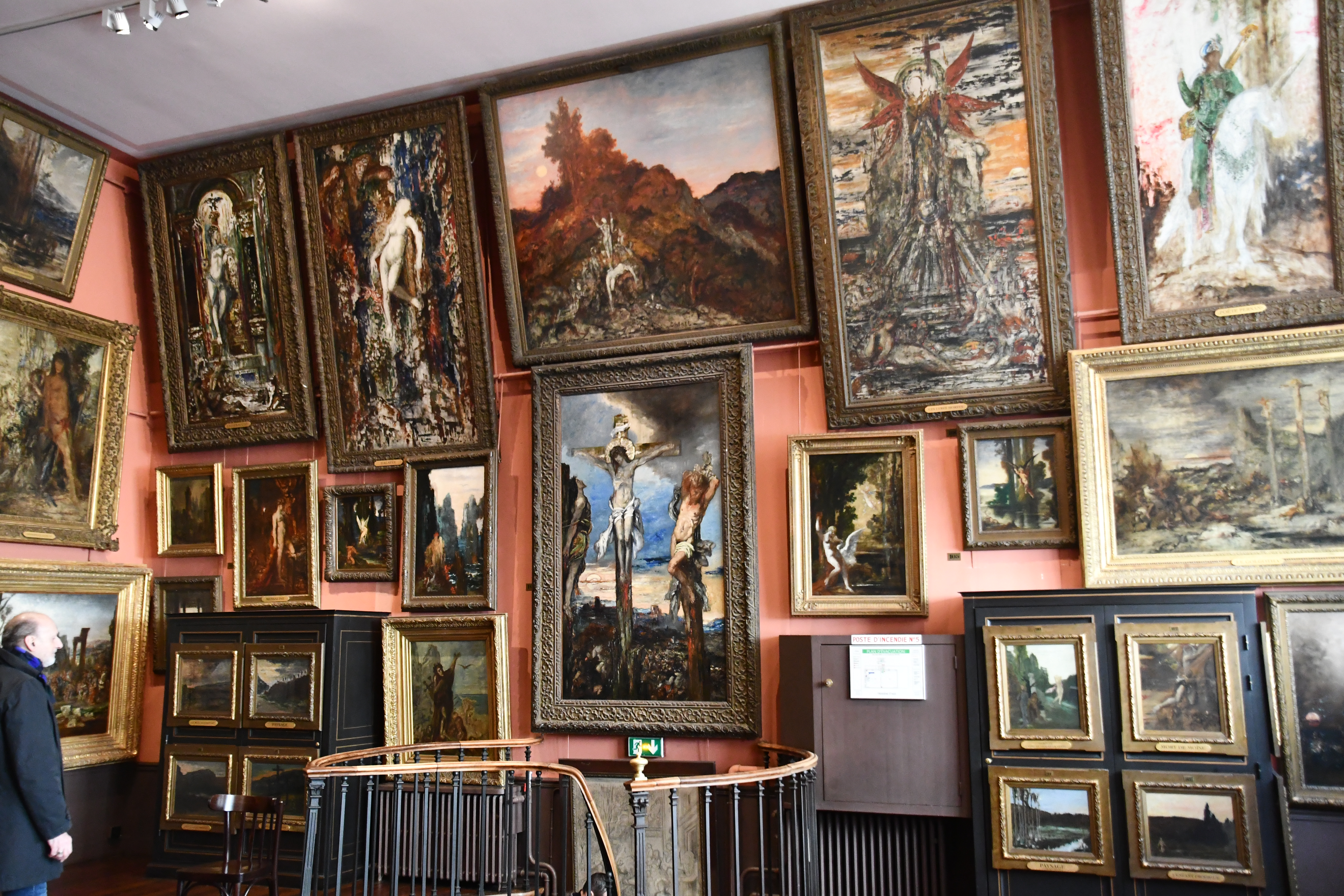
Troisième étage, première salle, Paris, musée Gustave Moreau.

## Fréquentation
| Année | Entrées gratuites | Entrées payantes | Total  |
| ----- | ----------------- | ---------------- | ------ |
| 2001  | 8 695             | 15 684           | 24 379 |
| 2002  | 10 063            | 18 466           | 28 529 |
| 2003  | 13 254            | 21 697           | 34 951 |
| 2004  | 12 662            | 20 761           | 33 423 |
| 2005  | 11 956            | 20 987           | 32 943 |
| 2006  | 12 038            | 17 595           | 29 633 |
| 2007  | 13 841            | 18 751           | 32 592 |
| 2008  | 13 302            | 19 344           | 32 646 |
| 2009  | 16 036            | 16 607           | 32 643 |
| 2010  | 17 800            | 20 865           | 38 665 |
| 2011  | 19 230            | 18 862           | 38 092 |
| 2012  | 20 873            | 20 032           | 40 905 |
| 2013  | 12 102            | 10 273           | 22 375 |
| 2014  | 20 977            | 20 374           | 41 351 |
| 2015  | 26 701            | 31 538           | 58 239 |
| 2016  | 23 767            | 28 189           | 51 956 |
| 2017  | 19 839            | 19 399           | 39 238 |

## Accès
Ce site est desservi par la ligne 12 du métro de Paris, stations Trinité - d'Estienne-d'Orves et Saint-Georges.

## Les Amis du musée Gustave-Moreau
L'association « Les Amis du musée Gustave-Moreau », fondée en 1990 à l'initiative d'Antoinette Seillière, a pour objet la conservation, la restauration et la mise en valeur des collections du musée et la promotion de l'œuvre de l'artiste.